# Ceratonereis erythraeensis
Ceratonereis erythraeensis är en ringmaskart som först beskrevs av Fauvel 1918.  Ceratonereis erythraeensis ingår i släktet Ceratonereis och familjen Nereididae. Inga underarter finns listade i Catalogue of Life.